# Victor le Crétois
Pour les articles homonymes, voir Victor (prénom).
Victor le Crétois (grec moderne : Βίκτωρ ο Κρητικός, Viktor o Kritikos), né entre 1630 et 1635 à Candie et mort en 1697 à Zante est un peintre iconographe représentant  de l'école crétoise tardive qui connut une certaine célébrité au XVIIe siècle. Influencé par son prédecesseur du XVIe siècle Michael Damaskinos, il en conserve le style simple tout en suivant les lignes de la maniera greca améliorée, elle même fortement influencée par l'école vénitienne. 
Il faut le distinguer de trois autres iconographes de la même période portant également le prénom de Victor. Les œuvres attribuées au Crétois forment un vaste catalogue : quatre-vingt-quinze de ses peintures et une fresque auraient survécu jusqu'à notre époque.

## Biographie
On sait de Victor qu'il était le prêtre de l'église orthodoxe Saint-Jean (Agios Ioannis) de la fraternité des Mertzeroi (Adelfotita ton Mertzeron , Αδελφότητα των Μερτζέρων) à Candie.
Concernant sa production artistique, les documents et les recherches historiques portent principalement sur sa signature. Il signe ses œuvres de différentes manières soit ΧΕΙΡ ΒΙΚΤΟΡΟΣ, ΧΕΙΡ ΒΙΚΤΩΡΟΣ et ΧΕΙΡ ΒΙΚΤΩΡΟΣ ΙΕΡΕΩΣ pour « de la main de Victor ou du prêtre Victor ».  Il fut un iconographe particulièrement populaire en son temps, de même que son atelier,,.
Vers 1653-1654, Victor le Crétois peint une icône pour Antonio Boubouli, prêtre à San Giorgio dei Greci à Venise : Vierge à l'Enfant (Kardiotissa). On ne sait pas si Victor s'est rendu à Venise, bien qu'il ait reçu une commande des deux faces de La Bannière Morosini. Konstantinos Tzanes, Emmanuel Tzanes et Philotheos Skoufos (en) étaient trois peintres grecs qui ont émigré à Venise à peu près à la même période.
Spécialiste des icônes portatives, son travail présente un haut degré de sophistication. Son art ne s'inscrit pas dans la lignée de la maniera greca traditionnelle de Théophane le Grec, Manuel Panselinos et Ioánnis Pagoménos.
Son style pictural se rapproche pour l'essentiel de celui de l'école crétoise du XVIe siècle, elle-même influencée par l'école vénitienne, comme en témoignent les ressemblances relevées entre son style et celui d'iconographes tels que Michel Damaskinos et Philotheos Skoufos, ce dernier étant un iconographe contemporain de Victor (icônes de Sainte Catherine et de La Lapidation de saint Étienne).
Vers la fin de sa vie, Victor le Crétois se rend dans le Péloponnèse : on en a la preuve par les fresques du monastère du Philosophe à Dimitsana. Dans la même église, on retrouve grande variété d'icônes portatives portant sa signature. Il avait aussi une relation particulière avec le monastère Sainte-Catherine, le monastère sacré du mont Sinaï en Égypte. On retrouve également des traces de son passage à Corfou.

## Œuvres principales
- La Lapidation de saint Étienne, Musée byzantin d'Athènes, Grèce
- L'Homme de Douleurs (rideau de la porte du sanctuaire), Musée de Zakynthos, Grèce
- La Sainte Trinité,  Museo Civico Correr Venise Italie
- Église Madre della Consolazione Agioi Theodoroi Kerkyra, Grèce
- Christ de la Vigne, Institut hellénique de Venise, Italie
- Nativité du Christ, National Gallery of Victoria, Melbourne, Australie [6]

## Galerie

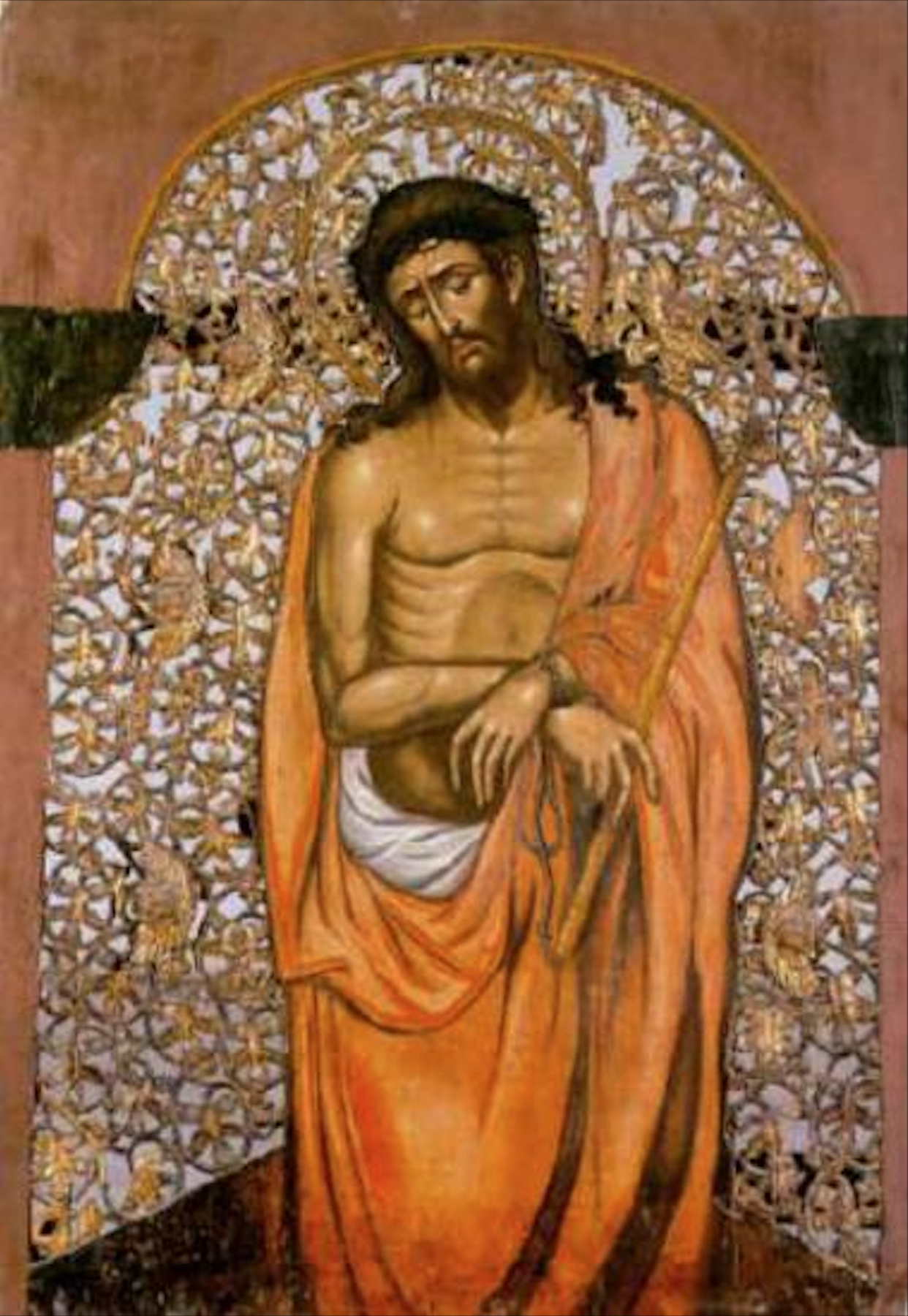
L'Homme de douleurs.
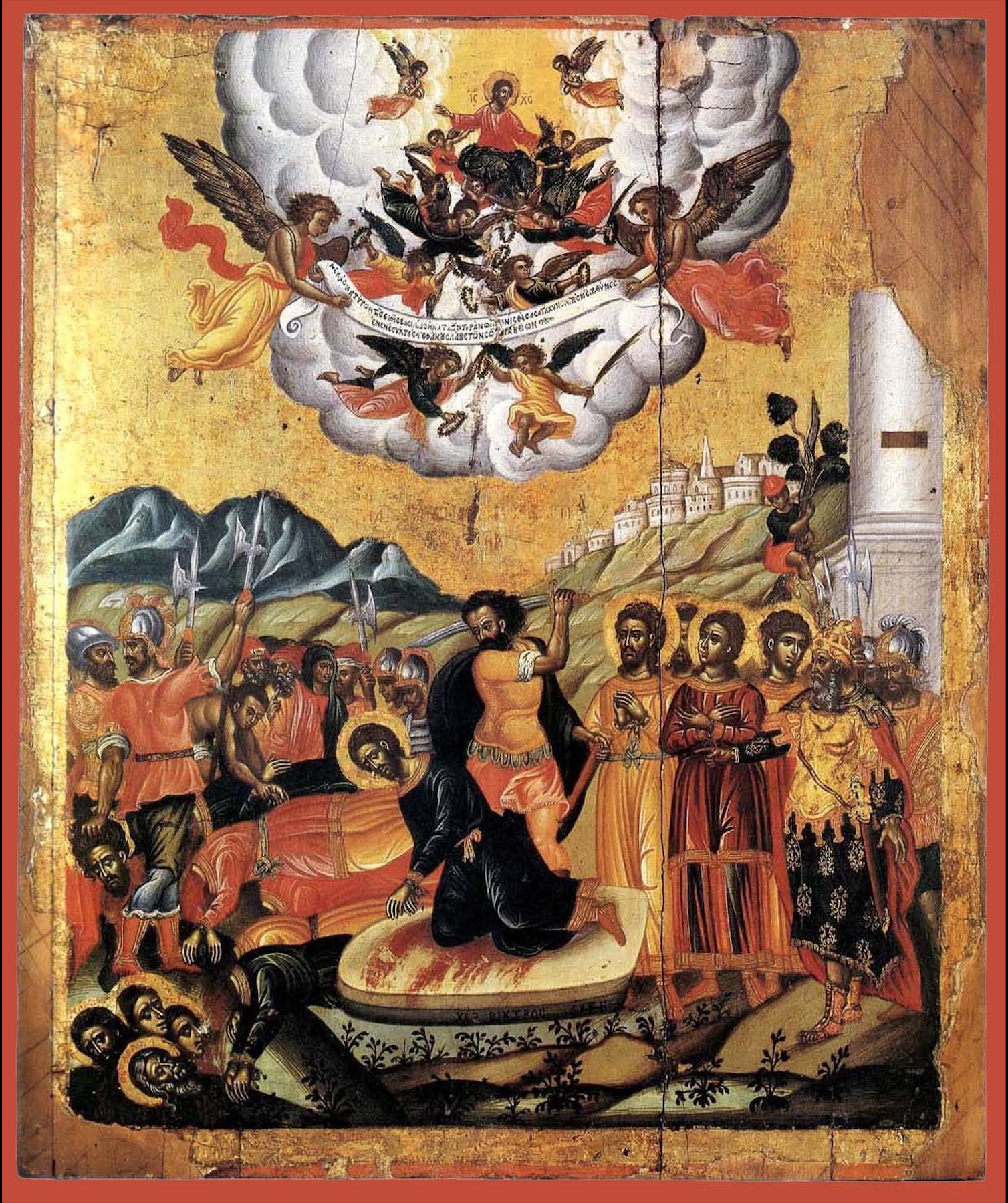
Le Martyre des dix saints.
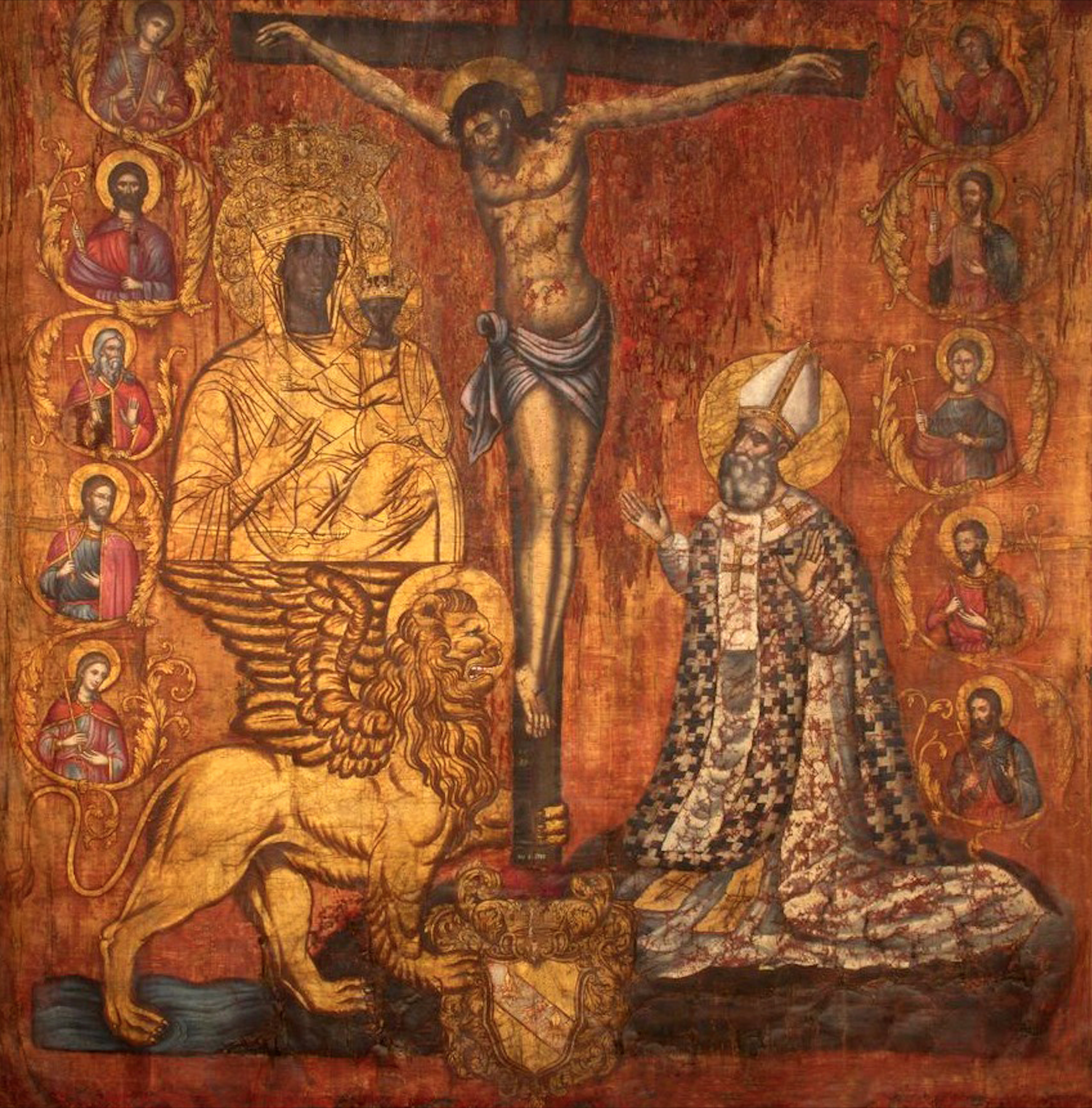
Bannière Morisini.
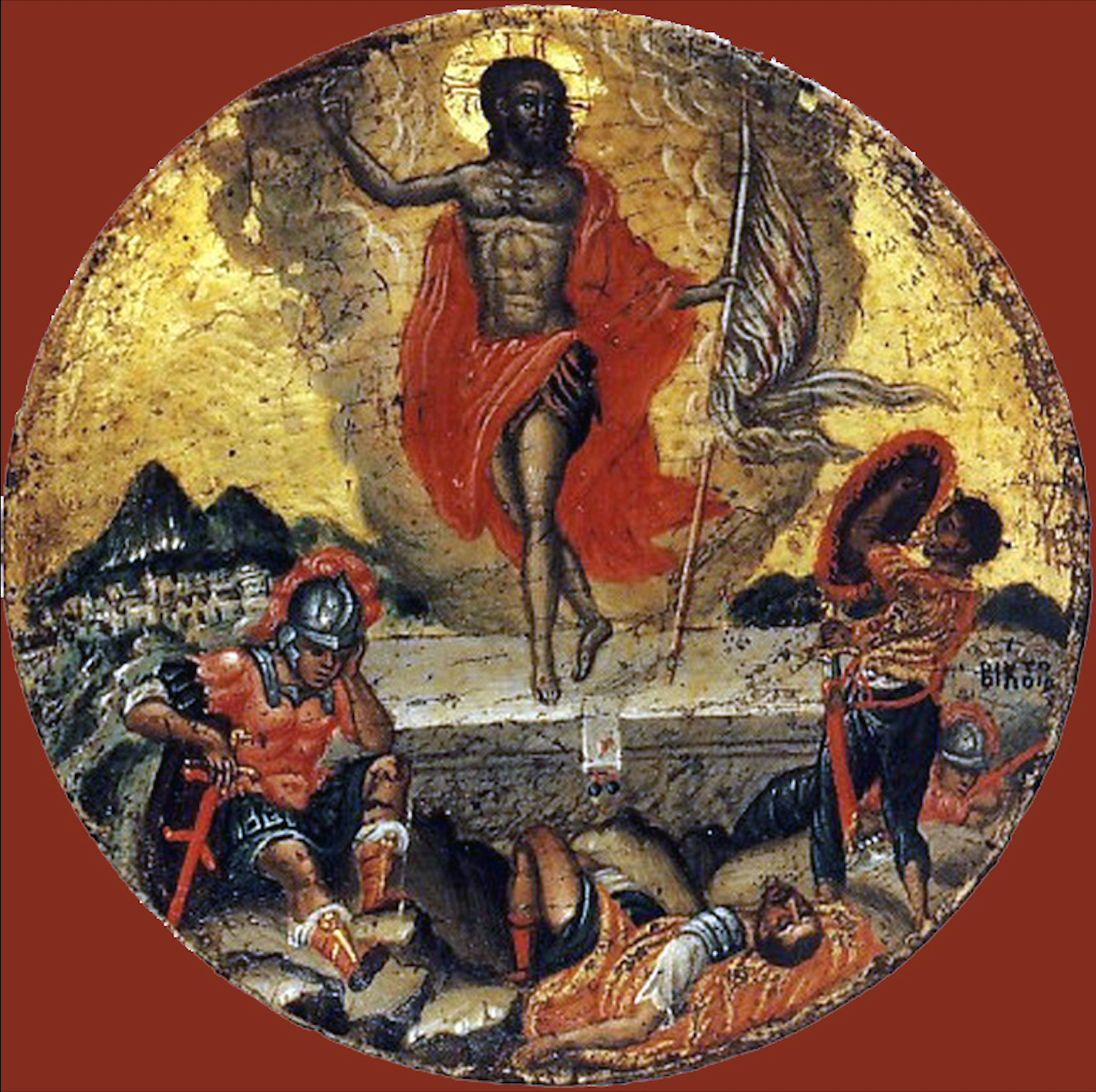
Résurrection.